# Washington Monument (Baltimore)

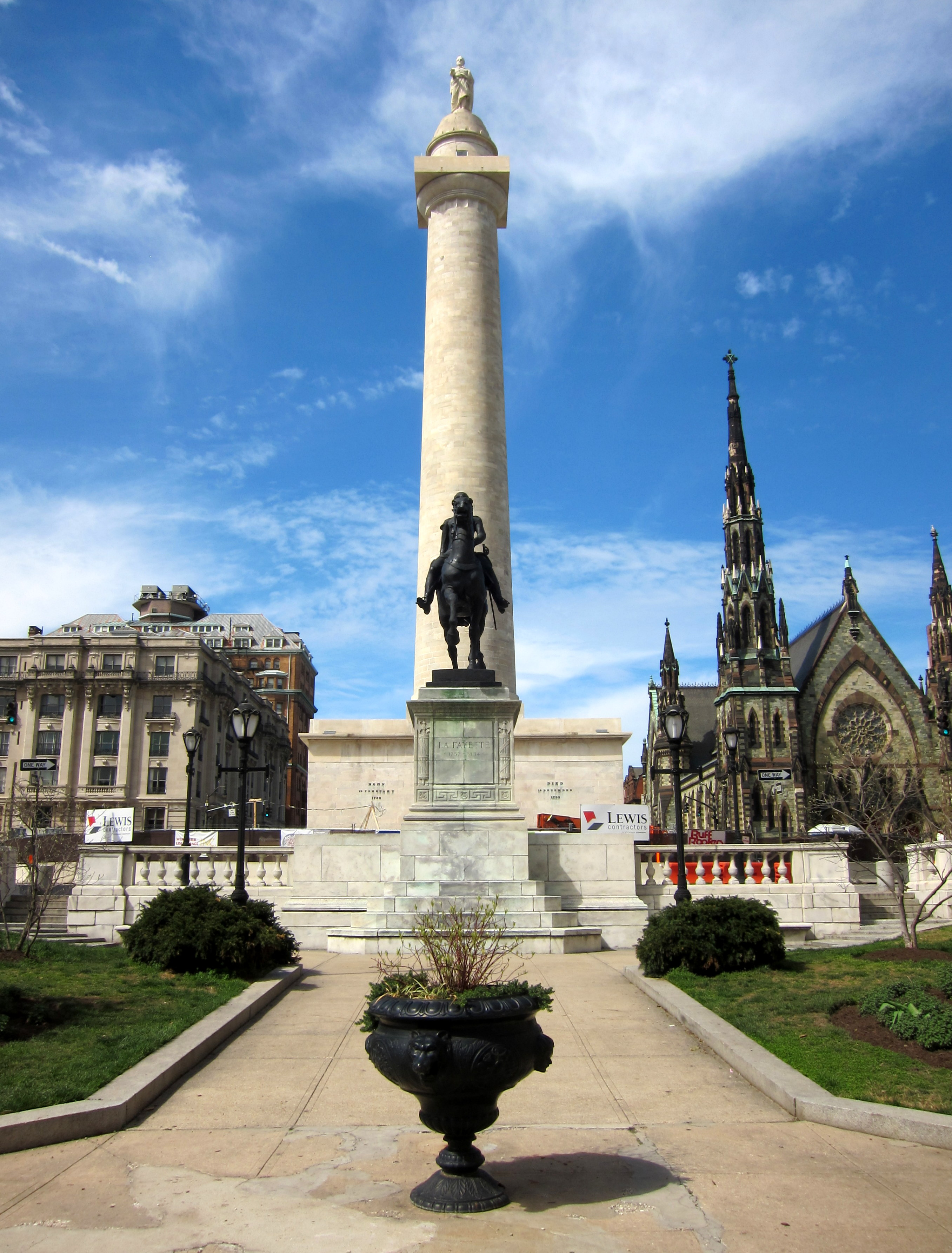
Het Washington Monument op het Washington Place, met op de voorgrond een standbeeld van Marquis de La Fayette

Het Washington Monument in Baltimore gedenkt sinds 1815 de eerste Amerikaanse president George Washington.
De ontwerper van het witmarmeren monument is de architect Robert Mills. Hij won een wedstrijd uitgeschreven in 1813. Zijn 54,46 meter hoge realisatie werd gebouwd in 1815-1829 en is geïnspireerd op de Colonne Vendôme, zelf afgeleid van de Trajanuszuil. Enrico Causici beeldhouwde het standbeeld, dat Washington voorstelt in 1783 terwijl hij ontslag neemt als opperbevelhebber. Binnenin de dorische zuil leidt een wenteltrap via 227 treden naar een uitzichtplatform. De buitenzijde is ongecanneleerd en ook niet voorzien van bas-reliëfs.